# Paola Novikova
Paola Novikova est une soprano colorature et pédagogue de la voix américano-russe née en 1896 en Russie près de Moscou et morte à New York en 1967. Unique élève du baryton Mattia Battistini, elle est considérée comme l'une des dernières authentiques détentrices de l'ancienne grande école italienne de chant. Coach vocal, éducatrice spécialisée, enseignante émérite réputée, spécialiste hors-pair de la production phonatoire spécifiquement liée à l'art lyrique, formatrice de nombreuses sommités de l'opéra qui, ayant bénéficié de son enseignement magistral, ont pu accomplir une carrière internationale sous l'égide de sa guidance technique, elle est notamment connue pour avoir également été l'un des principaux professeurs de chant du baryton basse canadien George London et du ténor suédois Nicolai Gedda,,.

## Élèves notables
| - Fedora Barbieri - Ljuba Welitsch - Hilde Zadek - Helen Donath - Irmgard Seefried - Hilde Gueden - Pia Tassinari (en) - Delia Rigal (es) - Erich Kunz | - Ferruccio Tagliavini - Kim Borg - Elisabeth Hoegen - Mario Berini - Mona Paulee - Frances Yeend (en) - Inez Matthews - Wilma Lipp - Richard Manning | - Belén Amparán - Jeanine Micheau - Kerstin Meyer - Aase Nordmo Løvberg (no) - Valorie Goodall - George Hoffmann - Nicolai Gedda - George London |